# فریدا اوستبرگ
فریدا اوستبرگ (انگلیسی: Frida Östberg؛ زادهٔ ۱۰ دسامبر ۱۹۷۷) بازیکن فوتبال اهل سوئد است.
از باشگاه‌هایی که در آن بازی کرده‌است می‌توان به اومئا آی‌کی، باشگاه فوتبال لینشوپینگ، و شیکاگو رد استارز اشاره کرد.
وی همچنین در تیم ملی فوتبال سوئد بازی کرده‌است.